# Wainganga
Wainganga ("La fletxa d'aigua") és un riu de l'Índia a Madhya Pradesh, districte de Balaghat. És el riu principal del districte. Neix a les muntanyes damunt de Partabpur al districte de Seoni, a uns 18 km de la ciutat de Seoni a l'altiplà de Satpura, i corre 98 km, amb una amplada mitjana de 250 metres fins que se li uneix el riu Thanwar. Comença un descens passant per una sèrie de ràpids i canals fondos en direcció sud i sud-oest cap a Balaghat (ciutat), Tumsar, Bhandara, i Pauni, rebent nombrosos afluents dels quals el principals són el Bagh, el Kanhan, el Chulband, i el Garhvi. Surt del districte de Balaghat a Borinda i després d'un curs de 580 km s'uneix al Wardha, a Seoni prop del límit amb el districte de Chanda, i forma el Pranahita, que desaigua al Godavari.